# Бурятская мифология
Буря́тская мифоло́гия — мифологические представления бурят Прибайкалья.
Представления различных племенных групп бурят имеют множество общих черт, таких как одинаковые персонажи и сюжеты. Особенно хорошо изучена мифология булагатов, эхиритов и хоринцев.
Бурятская мифология прошла этапы дошаманской и шаманской религии, в XVII—XIX веках подверглась незначительному воздействию буддизма. Шаманские мифы особенно хорошо сохранились у бурят Прибайкалья, которые по сути продолжали придерживаться шаманства и после принятия православия в 1700—1800-х годах.
Наиболее ценную информацию о ранней мифологии бурят дают улигеры — эпические героические сказания. Наибольшее значения для исследователей имел улигер «Абай Гэсэр».

## Общие мировоззрения

### Дошаманский период
Во время раннего периода бурятской мифологии были дуалистические представления о мире. Также в ранний период появилось разделение пространства на три мира — верхний, средний и нижний и три времени — прошлое, настоящее и будущее. Эти представления были твёрдо связаны с образом мирового древа.
Известно, что в бурятской мифологии было несколько вариантов космогонических мифов, повествующих о создании вселенной. В некоторых творцом земли фигурирует богиня Эхэ Бурхан, также являющаяся матерью первых небесных божеств. Её две дочери: добрая Манзан Гурме и злая Маяс Хара, создали всё добро и зло на земле, включая самих богов.

### Шаманский период
С развитием шаманства дуалистическая структура у бурят осталась, но теперь небесный пантеон был разбит на чёткие числовые группы. Высший пантеон стал насчитывать 99 небесных божеств — тенгри. Из них 55 были «западными» — то есть добрыми и 44 «восточными» — то есть злобными.
Согласно мифам, раскол божеств произошел, когда умер их общий повелитель Асаранги-тенгри, пользовавшийся всеобщим уважением. После его смерти власть стали оспаривать два бога: Хормуста (Хан Хурмас), возглавивший западных тенгри и таким образом сместивший Манзан Гурме, и Ата Улан, возглавивший восточных тенгри и сместивший Маяс Хару. Согласно мифам балаганских бурят, все болезни и зло на свете произошли из-за того, что Хан Хурмас и Ата Улан одновременно посватали своих сыновей к Наран — дочери Саган Себдега, жившего на небе между восточными и западными тенгри. В произошедшем поединке между Ханом Хурмасом и Ата Уланом победил Хурмас, разорвавший Ата Улана на части и бросивший их на землю. Там все части тела Ата Улана превратились в различных злобных духов, которые создали зло и болезни.

## Боги
В начале дошаманского периода бурятской мифологии боги имели, в основном, вид тех стихий или существ, которых они олицетворяли. Однако уже тогда стали появляться боги, имевшие человеческий (антропоморфный) облик: громовержец Хухедей-мерген, хозяин воды Уха Лосон, мать всех добрых тенгри бабушка Манзан Гурме, хозяева леса Орьел и Сорьел и некоторые другие.
Добрых богов в бурятской мифологии было много. Из числа наиболее популярных известны бабушка Манзан Гурме и её девять сыновей и девять дочерей, а также Эсеге Малан — божество ясного неба, Гужир Саган К ним относились Наран (солнце), Хара, олицетворявшая луну, и другие.
Пантеон злых богов возглавляла Маяс Хара, её тринадцать сыновей и дочерей, Архан шутыр, глотавший солнце и Алха, глотавший луну — именно их буряты считали ответственными за солнечные и лунные затмения. Также имелось множество безымянных многоголовых чудищ, которых всех вместе именовали мангысами (вариант — мангадхаи).